# Prosenina sandemani
Prosenina sandemani là một loài ruồi trong họ Tachinidae.